# Некрасова, Мария Александровна
Мари́я Алекса́ндровна Некра́сова (13 ноября 1928, Москва — 11 января 2025, там же) — советский и российский искусствовед, художественный критик и педагог, доктор искусствоведения (1985), профессор (1993). Член Союза художников СССР (1962). Академик РАХ (2007, член-корреспондент с 1991). Заслуженный деятель искусств Российской Федерации (1993), лауреат Государственной премии РСФСР имени И. Е. Репина (1989).

## Биография
Родилась 13 ноября 1928 года в городе Москва.
С 1949 по 1954 год обучался на Отделении истории и теории искусства исторического факультета МГУ, с 1954 по 1958 год обучалась в аспирантуре при НИИ художественной промышленности, под научным руководством М. В. Алпатова и А. Б. Салтыкова. С 1958 по 1965 год работала в редакции журнала «Декоративное искусство» и в Правлении Союза художников СССР. С 1965 года на научно-педагогической работе в НИИ изобразительных искусств РАХ, в должностях научного сотрудника и руководителя Отдела декоративного и прикладного искусства.
В 1963 году Мария Некрасова защитила диссертацию на соискание учёной степени кандидат искусствоведения по теме: «Искусство Палеха : основные принципы палехской миниатюры как искусства народного и декоративного», в 1985 году — доктор искусствоведения по теме: «Народное искусство как часть культуры : Теория и практика». В 1993 году Марии Некрасовой было присвоено учёное звание профессора. М. Некрасова являлась автором свыше трёхсот научных работ в области народного искусства, в том числе таких как: «Искусство Палеха» (1966), «Отечественная война 1812 и русское искусство» (1968), «Палехская миниатюра» (1978), «Народное искусство России. Народное творчество как мир целостности» и «Народное искусство как часть культуры. Теория и практика» (1983), «Народные мастера, традиции и школы» (1985), «Искусство ансамбля. Художественный предмет. Интерьер. Архитектура — среда» (1989), «Образ св. Георгия — всадника в древнерусском и болгарском искусстве» (1997), «Возрождение русской керамической иконы. Храм Покрова, Высоко-Петровский монастырь» (1998), «Вопрос национальных культур в условиях глобализации» (2002), на английском языке, «Формирование новой парадигмы теории народного искусства. Ключевые понятия» (2003), «Вагнер в искусствоведении — история, теория, методология» (2006), «Народное искусство. Русская традиционная культура и Православие XVIII—XXI вв. Традиции и современность» (2013), «Русская художественная керамика VIII—XXI века. Иллюстрированная энциклопедия» (2017).
В 1962 году Мария Некрасова становится членом Союза художников СССР. В 2007 году была избрана Действительным членом РАХ по Отделению искусствознания и художественной критики.
28 декабря 1989 года Постановлением Совета министров РСФСР за монографию «Народное искусство как часть культуры» Мария Некрасова становится лауреатом Государственной премии РСФСР имени И. Е. Репина.
15 января 1993 года Указом Президента России «За заслуги в области искусства» Мария Некрасова была удостоена почётного звания Заслуженный деятель искусств Российской Федерации.
Умерла 11 января 2025 года в возрасте 96 лет. Похоронена в Москве на Ваганьковском кладбище (участок 17).

## Награды
- Орден Почёта (2004 — «За многолетнюю плодотворную деятельность в области культуры и искусства»)[7]
- Заслуженный деятель искусств Российской Федерации (1993 — «За заслуги в области искусства»)[3]
- Государственная премия РСФСР имени И. Е. Репина (1989 — за монографию «Народное искусство как часть культуры»)[2]
- Золотая медаль РАХ (2014)[1]
- Серебряная медаль РАХ (1994)[1]
- Золотая медаль СХР (2012)[1]